# Max Westfeld
Max Israel Westfeld, später Max Westfield (* 12. April 1882 in Herford, Provinz Westfalen; † 1. August 1971 in Nashville, Tennessee), war ein deutschamerikanischer Porträt-, Genre-, Stillleben- und Landschaftsmaler der Düsseldorfer Schule.

## Leben
Westfeld war eines von fünf Kindern des Kaufmanns Michaelis Westfeld (1840–1922) und dessen Ehefrau Jenny, geborene Seckel (1856–1939). Bekannte Brüder waren Walter Westfeld, von 1920 bis 1936 Kunsthändler in Wuppertal-Elberfeld, und Dietrich Westfeld (1880–1967), vor 1933 ein angesehener Rechtsanwalt in Essen und Vater des US-amerikanischen Ökonomen Fred M. Westfield.
Westfeld besuchte das Friedrichs-Gymnasium Herford. Eine künstlerische Ausbildung als Maler erhielt er an der Kunstakademie Düsseldorf. Dort war er Schüler von Eduard von Gebhardt. Westfeld ließ sich in Düsseldorf nieder, wo er Mitglied des Künstlervereins Malkasten und des Vereins der Düsseldorfer Künstler war. In den Jahren 1907 bis 1932 beschickte er – vor allem mit Porträts – regelmäßig große deutsche Kunstausstellungen, etwa die Ausstellungen im Münchner Glaspalast und im Kunstpalast Düsseldorf. Auch in privaten Ausstellungen war er vertreten, etwa 1924 in der Galerie Westfeld seines Bruders Walter. Bereits 1912 zählte die Düsseldorfer Theater-Woche ihn neben Fritz Reusing, Wilhelm Schneider-Didam und Richard Vogts zu den namhaftesten Porträtmalern Düsseldorfs. Westfeld war verheiratet mit Rosa, geborene Löwenstein, die den Sohn Gerd gebar.
Aufgrund seiner jüdischen Abstammung war er in der Zeit des Nationalsozialismus Verfolgungen ausgesetzt. Seit 1936 hatte er Malverbot. Beim Novemberpogrom 1938, den er persönlich nicht miterlebte, weil er infolge einer Denunziation im Gefängnis saß, wurde seine Düsseldorfer Wohnung in der Grünstraße 16/18 überfallen. Viele seiner dortigen Bilder und Einrichtungsgegenstände wurden vernichtet. Während sein kleines Atelier in der Parkstraße 76 unbehelligt blieb, wurden Bilder, die er im Düsseldorfer Café Markus ausgestellt hatte, ebenfalls zerstört oder stark beschädigt. Anders als seinem Bruder Walter gelang es ihm und seiner Familie im Jahr 1939, das Deutsche Reich zu verlassen und in die Vereinigten Staaten zu emigrieren. 1940 siedelte er sich in Nashville, Tennessee, an. Dort etablierte er sich unter dem Namen Max Westfield als gefragter Bildnismaler.
Westfeld schuf vor allem Porträts und Blumenstillleben, jedoch auch Landschaftsbilder und Genredarstellungen. Zu seinen bekanntesten Bildnissen zählen ein Porträt des Berliner Rabbiners Leo Baeck, das er 1926 in Deutschland im Auftrag der Düsseldorfer B’nai-B’rith-Loge malte, und ein Porträt Albert Einsteins, das 1944 in den Vereinigten Staaten entstand.